# Вам письмо
«Вам письмо» (англ. You’ve Got Mail) — американский кинофильм 1998 года режиссёра Норы Эфрон, один из ремейков классической любичевской комедии «Магазинчик за углом».

## Сюжет
Джо Фокс (Том Хэнкс) и Кэтлин Келли (Мэг Райан) живут на манхэттенском Вест-Сайде и анонимно переписываются через Интернет. Они не свободны, но что-то влечёт их обоих, «Нью-Йорк-152» («NY152») и «Продавщицу» («Shopgirl»), к постоянному общению в Сети.
В реальности же им регулярно приходится сталкиваться друг с другом, ничего не зная о том, как тесно они связаны в Интернете. При этом Кэтлин и Джо — жёсткие конкуренты; оба они — владельцы книжных магазинов, расположенных по соседству… Джо со своим свежеоткрытым сетевым супермаркетом фактически выбрасывает Кэтлин с её маленьким старым магазинчиком из бизнеса. «Продавщица» делится с интернет-собеседником своими проблемами, а он с охотой и большим знанием дела начинает давать ей деловые советы, но затем, наконец, узнаёт, с кем он всё это время вёл переписку. Происходит их встреча, на которую Фокс заявился якобы случайно; и девушка, обычно мягкая и деликатная, следуя совету NY152 (то есть Джо), впервые в жизни решается высказать неприятному ей человеку (то есть тому же Джо) всё, что думает о нём и о его бизнес-стратегиях.
Кэтлин и не подозревает, что мудрый и остроумный интернет-собеседник, мужчина, от которого она, по её собственному признанию, без ума — это тот самый Джо Фокс, который «хочет всё заграбастать». А очарованный ею Джо, в бизнесе — расчётливый делец и безжалостный конкурент, робко и осторожно идёт на сближение; он пытается стать её другом и в реальной жизни — и сделать это до того, как всё прояснится.

## В ролях
| Актёр         | Персонаж                                               |
| ------------- | ------------------------------------------------------ |
| Том Хэнкс     | Джо Фокс III                                           |
| Мэг Райан     | Кэтлин Келли                                           |
| Паркер Поузи  | Патриция Иден, подруга Джо                             |
| Грег Киннир   | Фрэнк Наваски, друг Кетлин                             |
| Дэбни Коулмен | Нельсон Фокс II, отец Джо                              |
| Джон Рэндольф | Шуйлер Фокс I, дед Джо                                 |
| Хизер Бёрнс   | Кристина Плутцкер                                      |
| Холли Хирш    | Аннабелль Фокс, маленькая тётя Джо, дочь Шуйлера Фокса |
| Дэйв Шапелл   | Кевин Джексон, коллега Джо                             |
| Джин Стэплтон | Бёрди Конрад, сотрудница Кэтлин                        |
| Стив Зан      | Джордж Паппас, сотрудник Кэтлин                        |

## Прообраз фильма
«Вам письмо» — третий голливудский фильм на этот сюжет. Первый фильм — «Магазинчик за углом» — был снят Эрнстом Любичем в 1940 г. Главные роли играли Джеймс Стюарт и Маргарет Саллаван. Действие происходит в Будапеште (сценарий был написан на основе венгерской пьесы «Парфюмерия» Миклоша Ласло).
Через девять лет Роберт З. Леонард превратил историю в киномюзикл с Ваном Джонсоном и Джуди Гарленд. Фильм назвали «Старым добрым летом». Сюжет был американизирован, действие перенесено в Чикаго. В фильме также дебютировала трехлетняя дочь Гарленд Лайза Миннелли. «Магазинчик за углом» послужил также основой для бродвейского мюзикла «Она меня любит» и популярного английского ситкома «Вас обслуживают?»
В обоих первых фильмах герои обменивались обычными письмами «до востребования», что происходило довольно долго. Зато в осовремененной версии они живут в Нью-Йорке и общаются в Интернете, то есть в реальном времени.

## Сборы
Сборы составили около 250 млн. долларов.